# 459 (numero)
Quattrocentocinquantanove (459) è il numero naturale dopo il 458 e prima del 460.

## Proprietà matematiche
- È un numero dispari.
- È un numero composto.
- È un numero difettivo.
- È un numero semiprimo.
- È un numero palindromo nel sistema di numerazione posizionale a base 12 (323).
- È parte delle terne pitagoriche (216, 405, 459), (220, 459, 509), (312, 459, 555), (459, 612, 765), (459, 1260, 1341), (459, 2040, 2091), (459, 3888, 3915), (459, 6188, 6205), (459, 11700, 11709), (459, 35112, 35115), (459, 105340, 105341).

## Astronomia
- 459P/Catalina è una cometa periodica del sistema solare.
- 459 Signe è un asteroide della fascia principale del sistema solare.
- NGC 459 è una galassia spirale della costellazione dei Pesci.

## Astronautica
- Cosmos 459 è un satellite artificiale russo.